# JUMO
JUMO je středně velká rodinná firma zaměřená na měřicí a regulační techniku se sídlem v německém městě Fulda. Je zastoupena celkem 5 pobočkami v Německu, 24 dceřinými společnostmi v zahraničí a více než 40 agenturami. Celosvětově zaměstnává více než 2200 zaměstnanců, z toho 1300 ve Fuldě. V roce 2014 společnost dosáhla obratu 221 milionů eur.

## Historie
- 1948: Moritz Kurt Juchheim zakládá roku 1948 v německém městě Fulda společnost M. K. JUCHHEIM a zahajuje výrobu skleněných a skleněných kontaktních teploměrů. Název společnosti JUMO je složen ze jmen zakladatele (JUchheim, MOritz).[2] Od roku 1950 je postupně rozšiřován výrobní program o ručkové teploměry, elektromechanické termostaty a později elektronické regulátory teploty, registrační a programové přístroje a měřicí převodníky. Po zřízení národní distribuční sítě jsou v 60. letech zakládány první dceřiné zahraniční společnosti.

- 1970: Společnost zaměstnává ve Fuldě téměř 1000 zaměstnanců. V 70. letech je jednou z prvních společností investujících do využití procesorů pro regulační techniku užitím mikroprocesorové techniky v přístrojích JUMO a vývojem potřebného software. Od roku 1982 je zřízena oblast analytického měření a probíhá rozšíření výroby měřicích a regulačních přístrojů o stanovení chemických veličin.

- 1985: Po smrti svého nejstaršího bratra Petera Juchheima přebírá vedení společnosti M. K. JUCHHEIM GmbH & Co. nejmladší syn Bernhard Juchheim. V roce 1987 je zavedena technologie SMD (povrchově montované součástky). Komplexní tištěné desky pro produkty JUMO lze vyrábět ve vlastním závodě. V roce 1989 společnost představuje robotickou výrobu teplotních senzorů.

- 1992: Firma otevírá certifikovanou laboratoř DKD (německá kalibrační služba), v roce 1995 se otevírá JUMO training center.

- 2000: Založena samostatná dceřiná společnost JUMO Měření a regulace s.r.o. se sídlem v Brně. Roku 2000 koncern poprvé dosahuje příjmy vyšší než 100 miliónů eur. Od roku 2003 je název společnosti v Německu přizpůsoben mezinárodně známému jménu a společnost je přejmenována na JUMO GmbH & Co. KG. Jako jednatel společnosti je vedle svého otce ustaven Michael Juchheim. Roku 2007 je na počest zakladatele Moritze Kurta Juchheima přístupová cesta k firmě JUMO Fulda přejmenována na Moritz-Juchheim-Straße. V roce 2007 představuje přístroj s bezdrátovým přenosem měřené hodnoty, což jejím zákazníkům dává přístup k novým aplikacím; například bezdrátová technologie umožňuje měření teploty v oblastech, které jsou obtížně přístupné.

- po roce 2010: V roce 2011 konsolidované tržby společnosti poprvé přesahují 200 miliónů eur, v roce 2012 má společnost více než 2000 zaměstnanců. V roce 2013 kupuje ve městě Fulda 100 000 m² pozemků, v příštích několika letech zde má být postavena nová továrna na výrobu snímačů. V roce 2014 se firma stala součástí seznamu "Deutschlands beste Arbeitgeber" (nejlepší zaměstnavatelé Německa) v časopise FOCUS. Dále získává titul "Wachstums-Champion 2014" za nadprůměrný růst a obchodní model orientovaný na řešení v průběhu několika let. Podle studie provedené Munich Strategy Group (MSG) je JUMO jedním ze 100 nejúspěšnějších německých malých a středních podniků. MSG zkoumala údaje o výkonnosti a strategii asi 3 300 malých a středních podniků s obratem mezi 15 až 400 milióny eur.

## Produkty
Společnost nabízí komponenty a systémová řešení pro měření, regulaci, registraci a analýzu fyzikálních a chemických veličin v průmyslu. Produkty zahrnují spektrum od senzorů teploty, tlaku a analyzační měřicí techniky, po regulaci a registraci měřených dat. Její produkty a řešení jsou používány především v následujících oblastech: potravinářský průmysl, klimatizační technika, strojírenství, chemický a farmaceutický průmysl, obalový průmysl, konstrukce průmyslových pecí, vodní a odpadní technika.